# Jüdischer Friedhof Altengronau

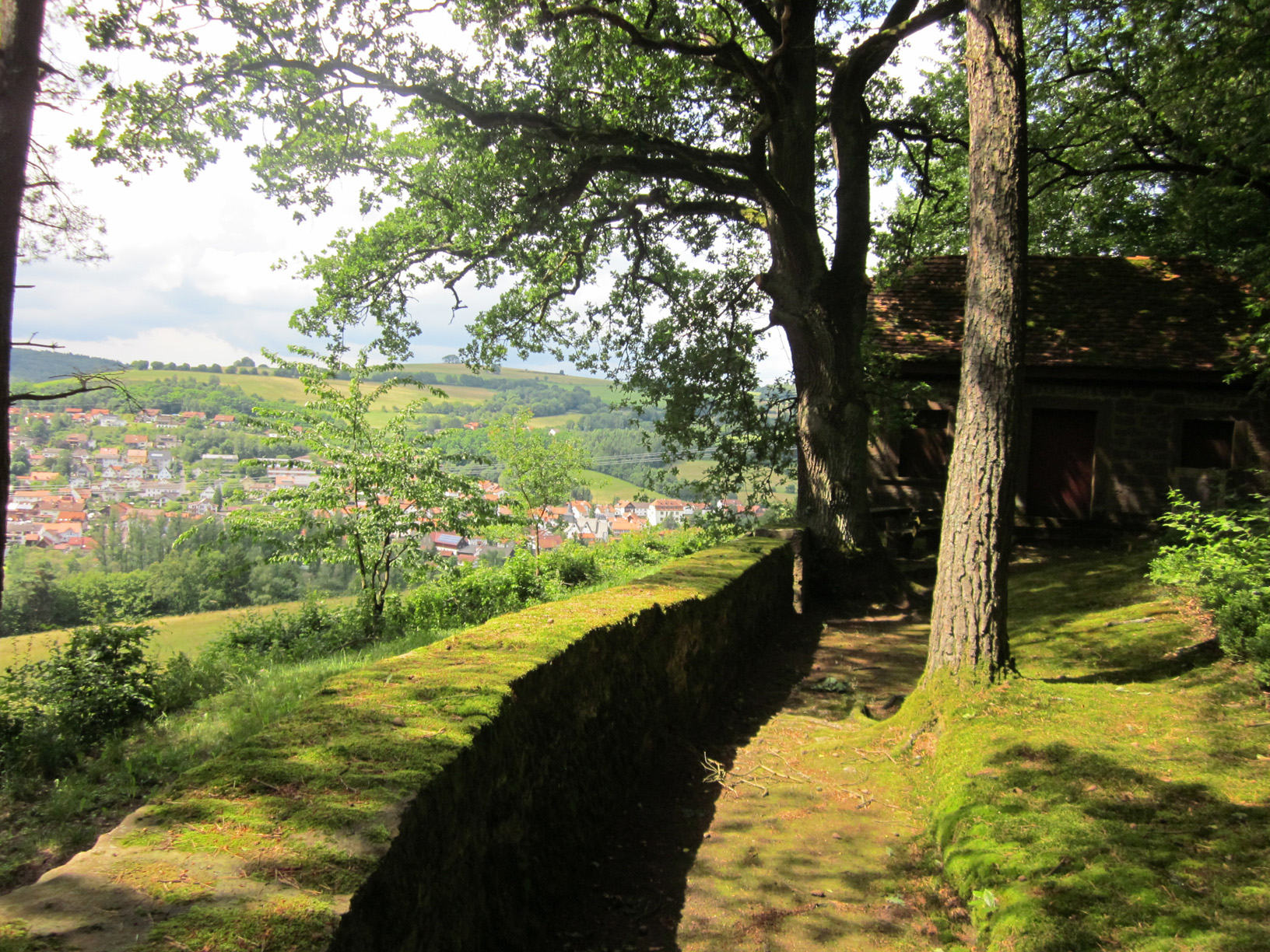
Jüdischer Friedhof oberhalb von Altengronau

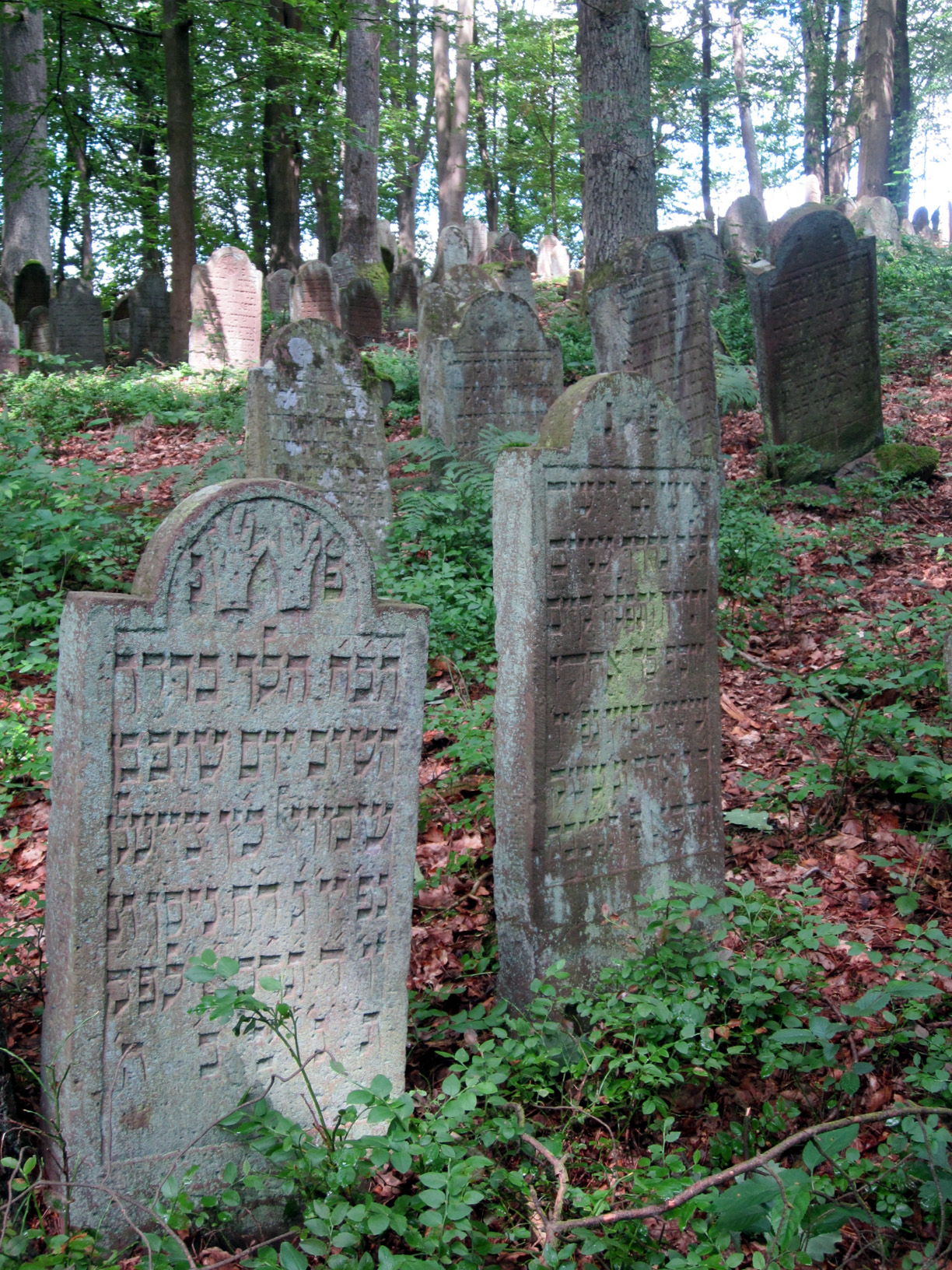
Grabsteine im Waldhang

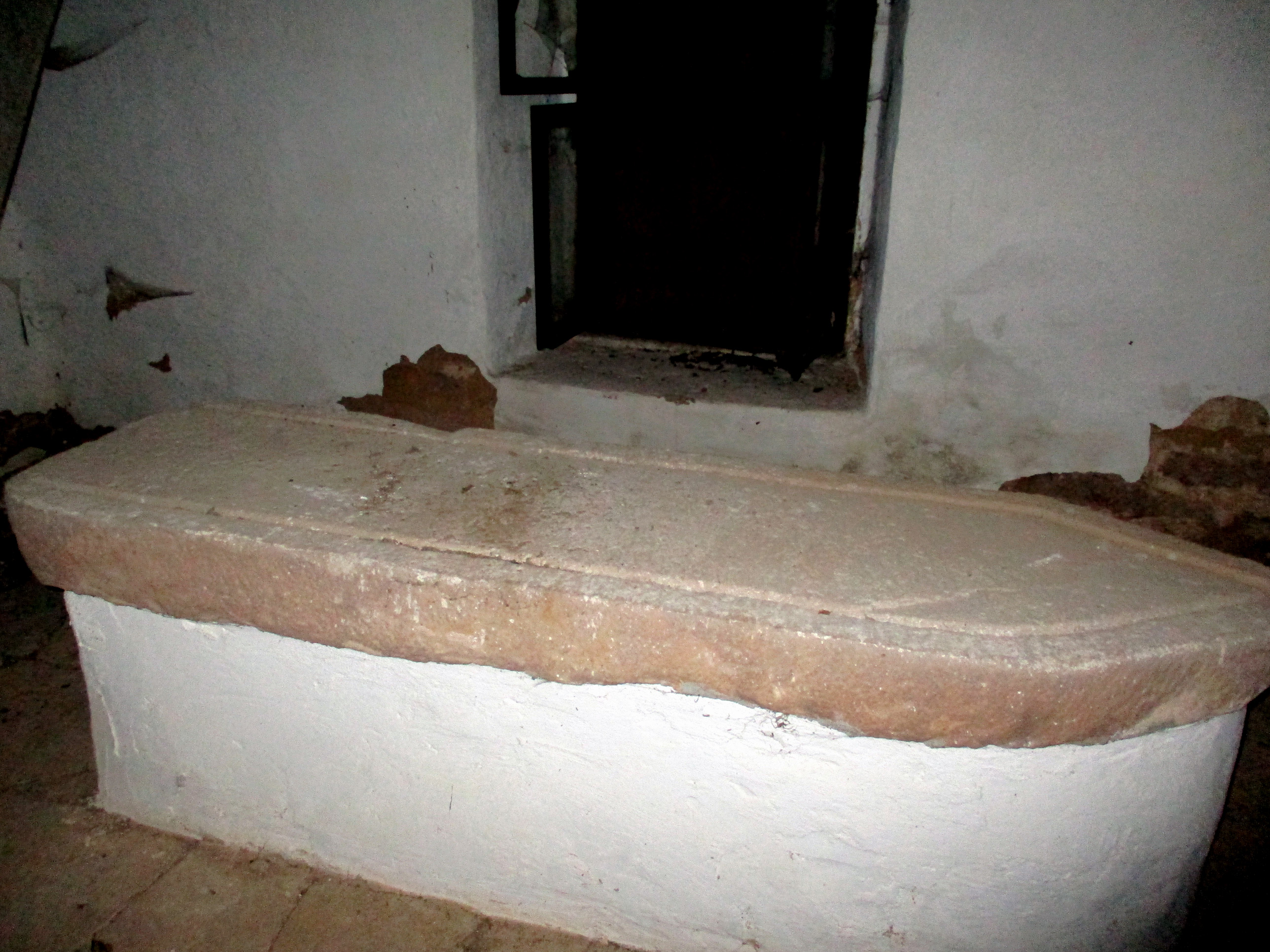
Totenwaschstein

Der Jüdische Friedhof Altengronau ist ein jüdischer Friedhof in Altengronau im Main-Kinzig-Kreis (Hessen). Er wurde 1661 eingerichtet und diente mehreren Gemeinden als Begräbnisplatz, darunter auch einigen aus dem benachbarten Bayern. Der Friedhof befindet sich auf dem Berg südöstlich der Ortslage von Altengronau am Waldrand und hat eine Größe von 88,87 ar. Er beherbergt ca. 1500 Grabsteine aus der Zeit zwischen 1691 und 1937.

## Architektur
Die Gestaltung der Grabsteine (Mazewa) erfolgte bis in das 19. Jahrhundert einheitlich in der Grundform von aufrecht stehenden, behauenen und nach oben gewölbten Grabstelen aus Sandstein, verziert mit Symbolen wie den segnenden Händen der Kohanim, der Levitenkanne oder dem Lebensbaum.
Das im Jahr 1856 errichtete Taharahaus beherbergt einen Stein für die rituelle Leichenwaschung, sowie den Raum der Chewra Kadischa (Beerdigungsbrüderschaft).